# Oxilofrine
Oxilofrine (4-Hydroxyefedrin, {\displaystyle {\ce {C10H15NO2}}}) was tussen 1950 en 2010 in Duitsland in de handel als geneesmiddel tegen een te lage bloeddruk. De handelsnaam was Carnigen® en het bevat  oxilofrinehydrochloride in de sterktes van 16 en 32 mg. Het is een hydroxyl-derivaat van efedrine. Het werkt als sympathicomimeticum.
In juli 2013 kwam het in het nieuws als nieuw ontdekt dopingmiddel. Het zou onderdeel zijn van het voedingssupplement Nutrex. In 2014 werd oxilofrine aangetroffen in het supplement Dexaprine nadat er tientallen bijwerkingen waren gemeld. Dexaprine bevatte naast oxilofrine ook deterenol en BMPEA derivaten. 
Oxilofrine is verwant aan efedrine en synefrine. In tegenstelling tot efedrine kunnen oxilofrine en synefrine niet doordringen tot de hersenen en werken alleen op hart- en bloedvaten. Sinds 2008 staan deze stoffen toch weer op de dopinglijst van WADA